# Torbjörn Olsson
Torbjörn Olsson (geboren am 13. Dezember 1916 in Stockholm; gestorben am 5. Dezember 1998 ebenda) war ein schwedischer Architekt.

## Leben

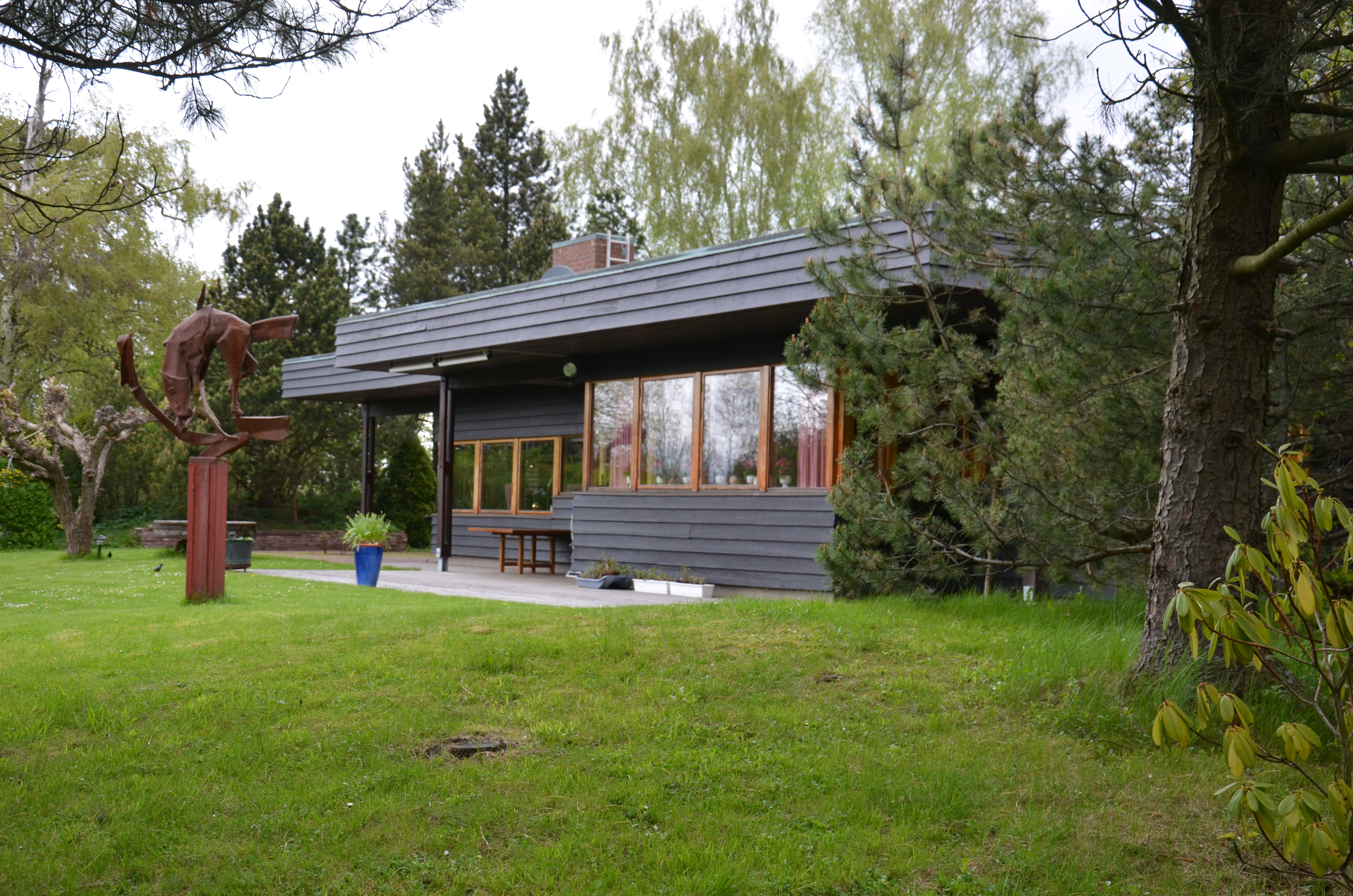
Haus in Norrköping

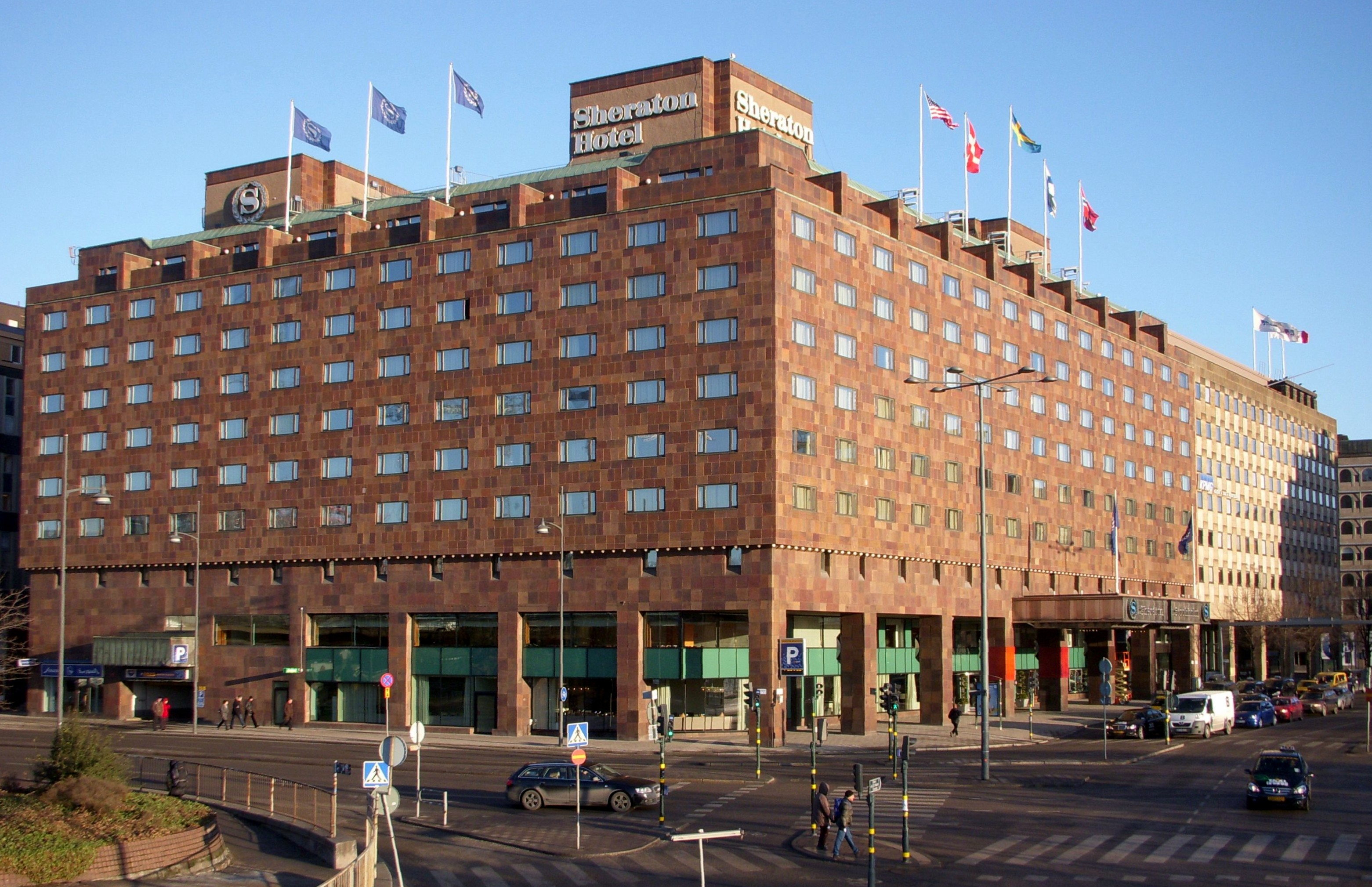
Hotel Sheraton in Stockholm

Olsson studierte zunächst im Hauptfach Kunstgeschichte an der Universität Stockholm und schloss das Studium 1939 mit dem Bachelor ab. Anschließend wechselte er zum Architektur-Studium an die Königliche Technische Hochschule (KTH) und beendete dort 1944 seine Ausbildung. Von 1945 bis 1948 war er Assistent von Nils Ahrbom an der KTH. Daran schlossen sich Studienreisen an, beispielsweise nach Italien. Ab 1950 arbeitete er mit Magnus Ahlgren und Sven Silow im eigenen Architekturbüro (AOS, Ahlgren Olsson Silow arkitektkontor AB, später unter dem Namen Andersson + Landström AOS ARC AB). Von 1968 bis 1987 war Olsson als Architekt zuständig für die Riddarholmskyrkan und Schloss Haga. Für den Entwurf der Kupferzelte im Hagapark erhielt er 1978 den Kasper-Salin-Preis. Olsson war mit der Schauspielerin Viveca Serlachius verheiratet.

## Bauten und Beteiligungen (Auswahl)
- ab 1950 Restaurierung Schloss Mariedal
- 1952 Station Vällingby der Stockholms tunnelbana
- 1955 Haus Nr. 3 auf der Ausstellung H 55, Helsingborg
- 1957 Villa in Södertälje
- 1957 Fabrikgebäude für Tetra Pak, Lund
- 1962 Wohnsiedlung Oxelösund
- 1962 Sparbankernas Bank, Hornsgatan Nr. 5–7, Stockholm
- 1963 Schwedische Botschaft, Madrid
- 1964 Musterhaus auf der Ausstellung NU 64 in Norrköping
- 1965 Station Bredäng der Stockholms tunnelbana
- 1966–1968 Station Skärholmen der Stockholms tunnelbana mit Polizeistation und Ladengeschäften
- 1961–1971 Brücke Lidingöbron
- 1963–1966 Brücken der Stadtautobahn Essingeleden, Stockholm
- 1969–1971 Sheraton-Hotels, Tegelbacken Nr. 6, Stockholm
- 1982 Umbau und Erweiterung des Zornmuseet, Mora
- 1983 Parkmuseum Haga, Solna
- 1983 Stockholms medeltidsmuseum